# Magnus Dahl
Magnus Dahl, född den 8 maj 1961 i Lund, är en svensk företagsledare och kommunikationskonsult. Dahl är grundare och VD för PR- och kommunikationskonsultföretaget Aspekta AB, med säte i Malmö.

## Biografi
Dahl avlade juris kandidatexamen vid Lunds universitet 1987 och var efter studierna verksam i Stockholm som konsult vid JKL 1988–1994. Dahl var ledamot av styrelsen för branschorganisationen PRECIS (Public Relationskonsultföretagen i Sverige) under åren 2000-2007.
Dahl var ledamot av kommunfullmäktige i Lomma kommun 1982–1987 samt tillhörde kommunstyrelsen 1985–1987. Han blev styrelseledamot i Sydsvenska Industri- och Handelskammaren 2006 och valdes till vice ordförande 2009, en roll som han innehade fram till 2013. Under åren 2003-2012 var Dahl styrelseledamot i utbildningsföretaget EFL som är knutet till Ekonomihögskolan vid Lunds universitet. Sedan 2009 är han honorärkonsul för kungariket Nederländerna i Skåne och Kronobergs län.
Magnus Dahl har, i samarbete med Peter Danielsson och Thomas Pålsson, författat boken Aktion Bygg Bron (2000). Han har även medverkat i Allt kommunicerar (2002) och Lobbyisterna (2004).
Magnus Dahl utnämndes 2013 till en superkommunikatör inom den svenska PR-branschen av tidningen Resumé.